# 远内多湖
远内多湖，是日本北海道足寄郡足寄町東部的阿寒摩周國立公園的湖泊。“远内多”为阿伊努語，意为“古老沼澤”或“巨大沼澤”。

## 图册

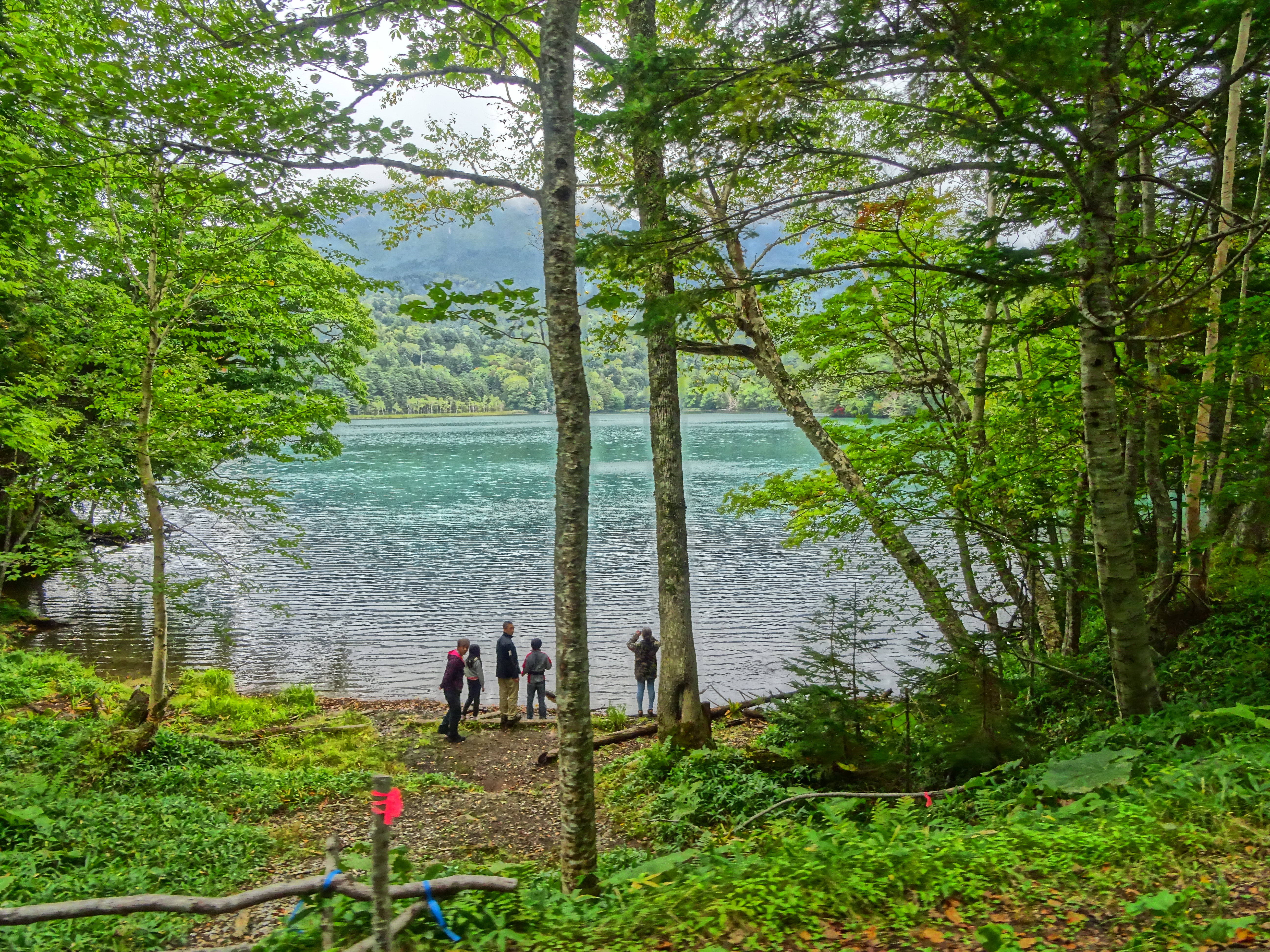
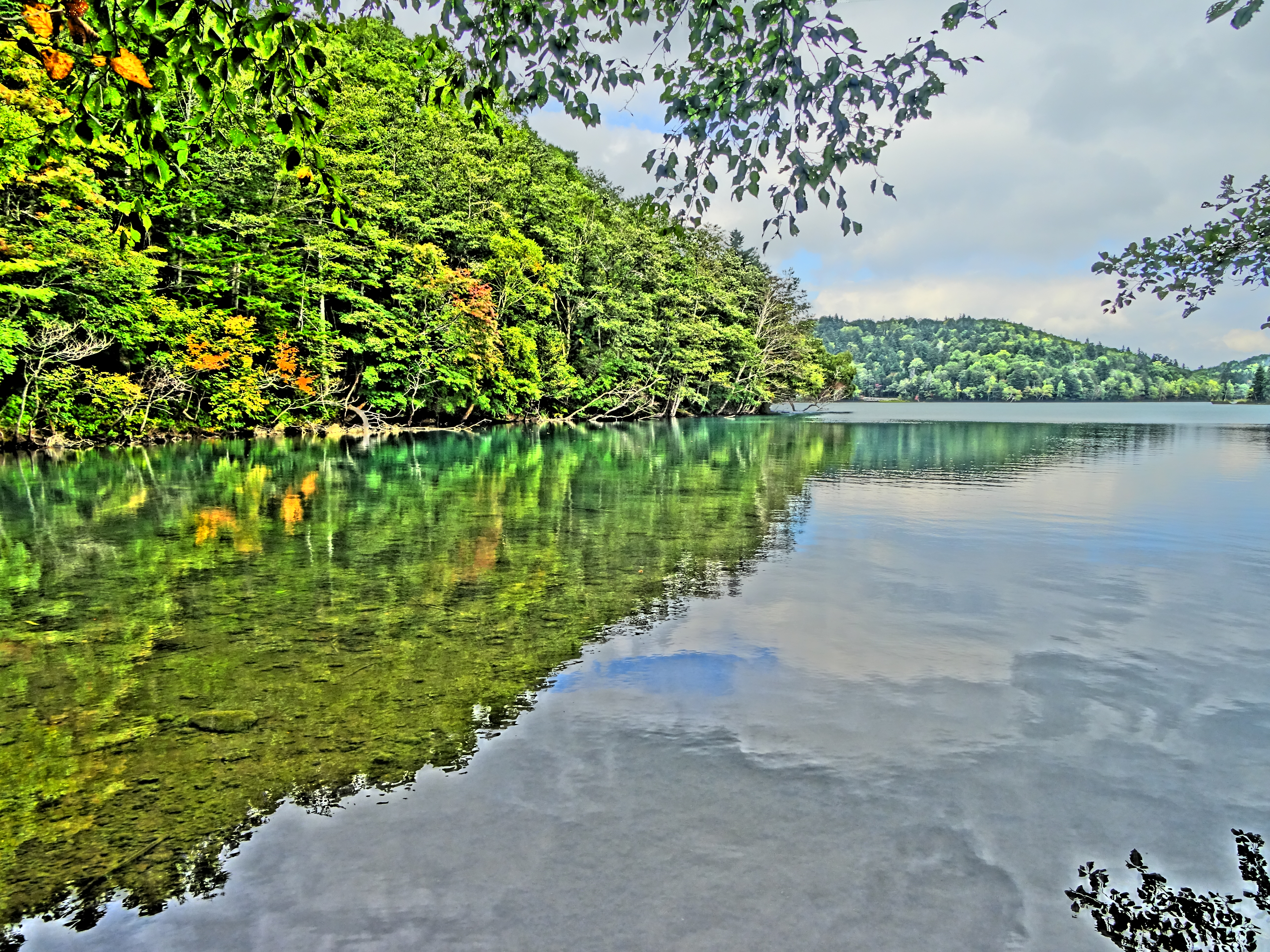
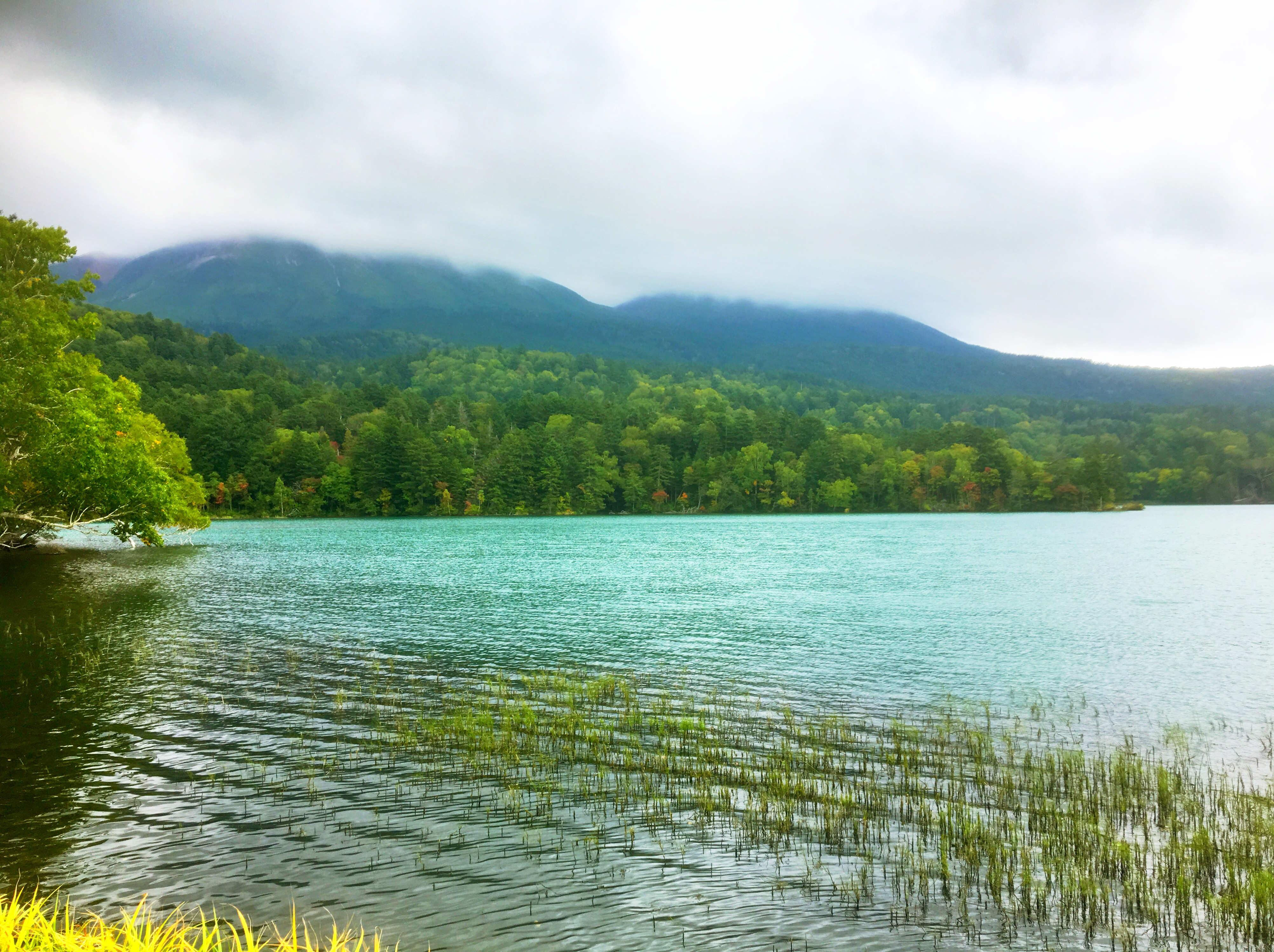
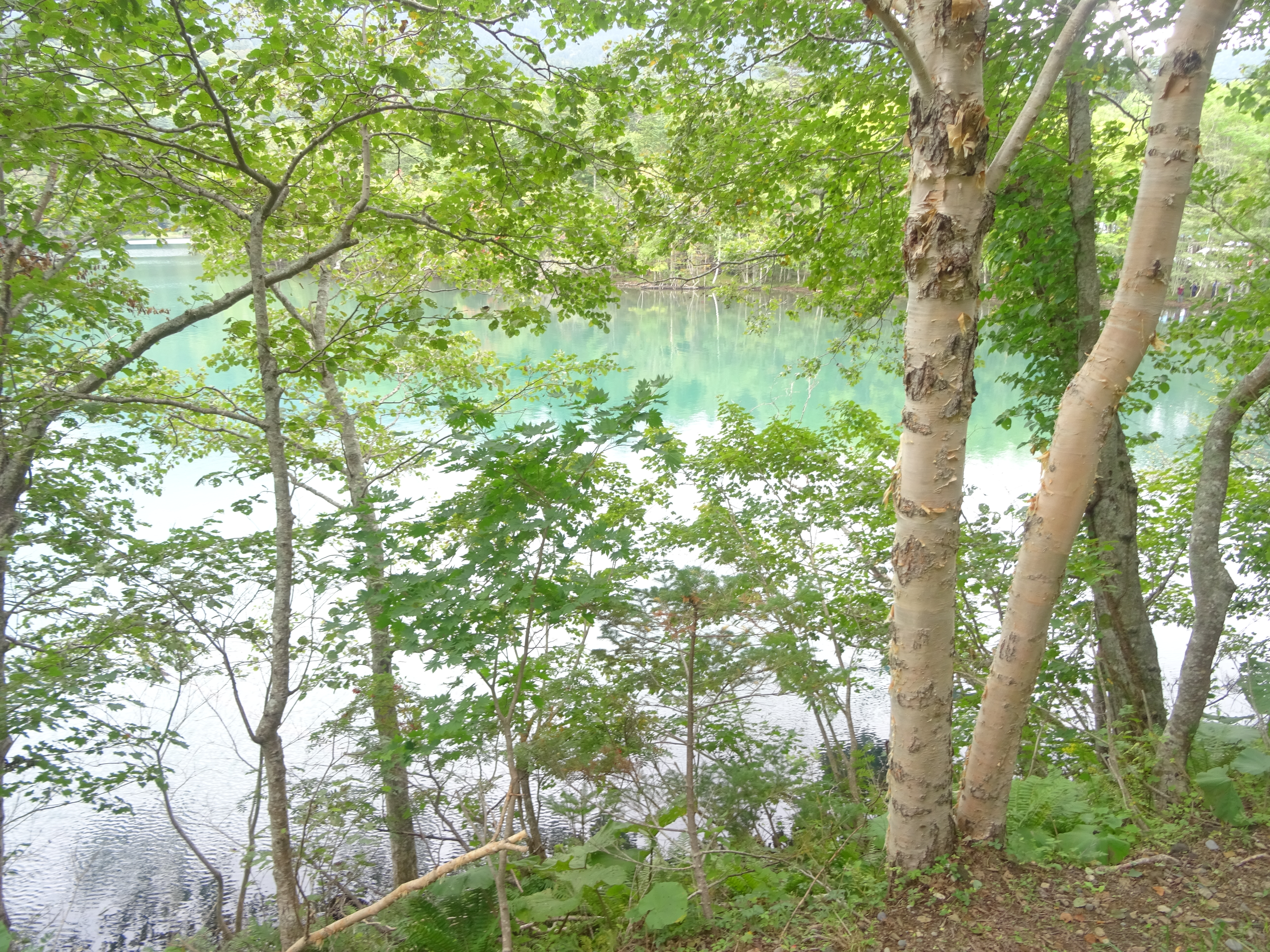

## 関連項目
- 日本湖泊列表
- 日本秘境百選